# Resolución 97 del Consejo de Seguridad de las Naciones Unidas
La resolución 97 del Consejo de Seguridad de las Naciones Unidas, adoptada 30 de enero de 1952, disolvió la Comisión de Armamentos de Tipo Corriente. No se ofrecieron detalles de la aprobación de la resolución.